# Hassiba Boulmerka
Vous lisez un « bon article » labellisé en 2023.
Hassiba Boulmerka (arabe : حسيبة بولمرقة), née le 10 juillet 1968 à Constantine, est une athlète algérienne spécialiste des courses de demi-fond du 800 mètres et 1 500 mètres, dont la carrière s'étire de 1986 à 1997. Elle offre le 8 août 1992, lors des Jeux olympiques d'été de Barcelone, le premier titre olympique à la nation algérienne dans un contexte politique marqué par la poussée de l'extrémisme islamiste et la guerre civile nommée la décennie noire. Elle est l'un des symboles du combat féministe et de la pratique sportive féminine à l'encontre du poids des traditions et de la religion, refusant notamment de porter le voile islamique et s'exposant ainsi à la menace des islamistes.
Parmi ses titres les plus prestigieux, elle remporte le titre olympique du 1 500 mètres aux Jeux olympiques de 1992 de Barcelone et devient double-championne du monde sur cette même distance en 1991 à Tokyo et 1995 à Göteborg. Elle réalise à l'occasion des Jeux olympiques de 1992 la quatrième performance de la distance du 1 500 m, temps qui demeure en 2023 parmi les vingt premiers de l'histoire et a été le meilleur temps d'une Africaine jusqu'à ce que Genzebe Dibaba s'en empare en 2015.
La reconversion qui a suivi sa carrière sportive est marquée par sa réussite professionnelle, avec la création en 2002 de son entreprise de service pharmaceutique « Hassiba Boulmerka International » en Algérie, et la poursuite de son engagement dans les combats féministes. Parmi les nombreuses distinctions reçues au cours de sa vie, Boulmerka considère le prix Princesse des Asturies des sports de 1995 comme le plus important car il récompense la « représentante d'un pays et d'un monde où les accès à la pratique sportive ne sont pas les plus favorables pour les femmes ».

## Biographie

### Jeunesse constantinoise

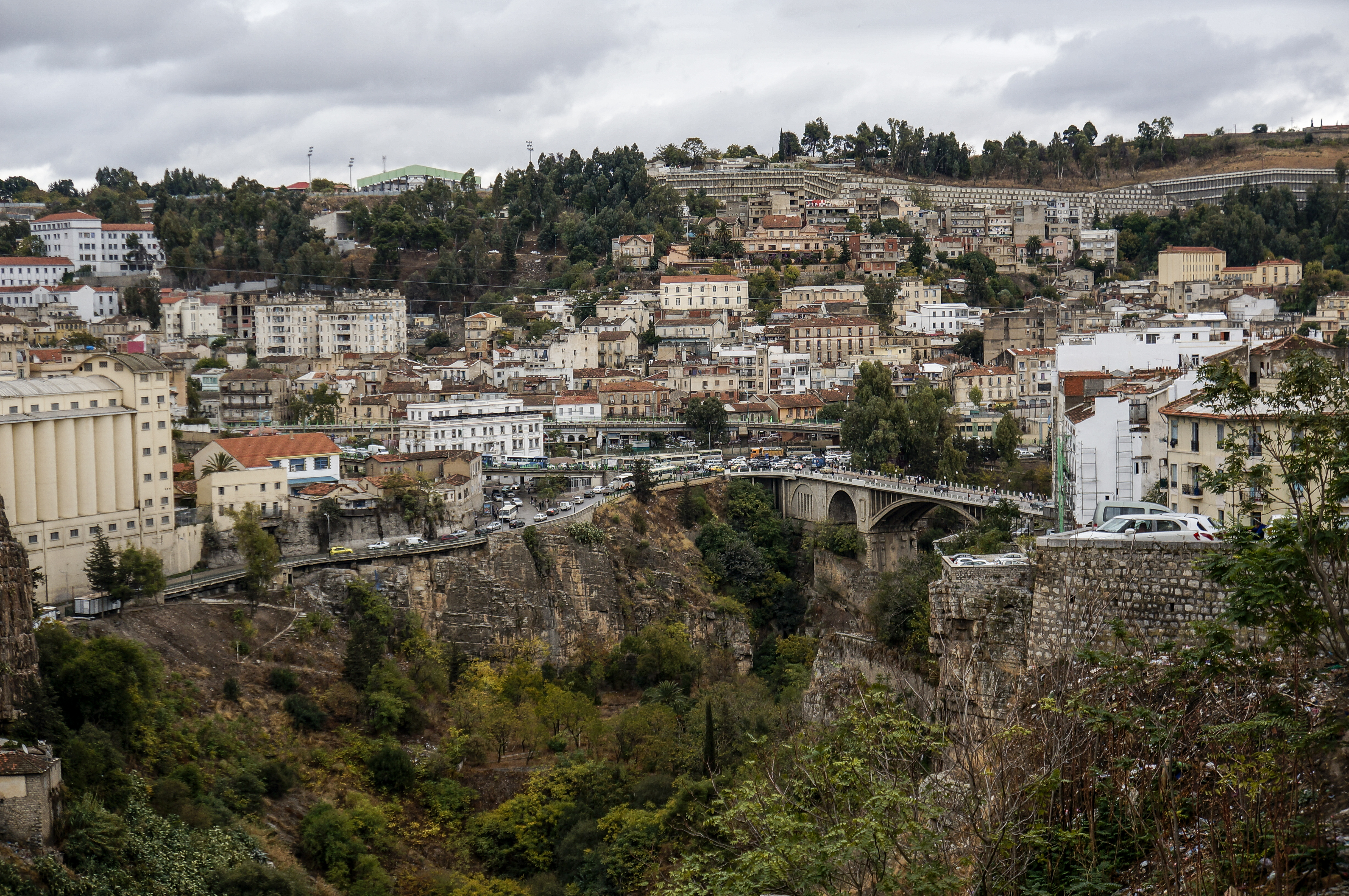
Native de Constantine, Hassiba Boulmerka y a grandi et passé son enfance.

Native de Constantine, ville considérée comme la capitale de l'Est de l'Algérie, Hassiba Boulmerka y passe son enfance et son adolescence. Elle s'y adonne avec ses deux frères à la course dans ses jeunes années et y est remarquée pour ses aptitudes à la course à pied par le professeur d’éducation physique Aboud Labed,, entraîneur au club d'athlétisme du MO Constantine. Elle est issue d'une famille modeste et traditionnelle pratiquant l'islam sunnite. Son père, exilé un temps dans les années 1980 à Grenoble en France et qu'elle n'a pas souvent vu, apprécie peu le port du short pour la pratique sportive, mais Labed le convainc de laisser sa fille prendre part à des compétitions sportives.
En 1986, les espoirs portés par son entraîneur se concrétisent : elle est victorieuse lors du championnat arabe junior (moins de vingt ans) de cross-country en Irak, inaugurant ainsi le palmarès de cette catégorie, ainsi que lors des championnats maghrébins d'athlétisme à Tunis. Elle participe au championnat du monde de cross-country à Colombier en Suisse, terminant à la 80e place, et prend part à la première édition des championnats du monde juniors d'athlétisme se déroulant à Athènes, où elle ne parvient pas à se qualifier pour les finales du 800 m et 1 500 m. Ses premiers pas sportifs rencontrent toutefois de nombreuses contraintes dans une société alors déstabilisée par la montée de l'extrémisme islamiste et le poids des traditions. Mise en difficulté à l'école par ses professeurs qui lui imposent un redoublement dans une ville conservatrice, elle prend à 17 ans la décision de déménager à Alger pour s'éloigner de ces sanctions et poursuivre sa pratique sportive. Elle intègre alors le club du Chabab Mécanique de Belcourt dont le dirigeant est Amar Bouras.

### Carrière sportive

#### 1987-1988: montée en puissance et première participation aux Jeux olympiques
Désormais établie à Alger, Hassiba Boulmerka est entraînée par les soins d'Amar Bouras. Les Championnats panarabes d'athlétisme 1987 se déroulent dans sa ville d'adoption en juillet. Elle prend part aux épreuves de demi-fond du 800 m et 1 500 m et remporte deux médailles dont le titre du 800 m. Fin août-début septembre 1988, âgée alors de vingt ans, elle réalise, lors de ses premiers championnats d'Afrique prenant plance en Algérie au stade du 19-Mai-1956 d'Annaba, le doublé 800 m-1 500 m, devenant la deuxième femme à réaliser pareille performance après la Kényane Justina Chepchirchir en 1984. Ses performances lui permettent de se qualifier pour les Jeux olympiques d'été de 1988 à Séoul, où seules trois femmes représentent l'Algérie, Samia Hachemi en judo et Warda Bouchabou en tennis, et donc Hassiba Boulmerka l'unique athlète. Sur l'épreuve du 800 m, elle est éliminée dès les séries où son temps de 2 min 3 s 33 ne lui permet pas de se qualifier pour les demi-finales. Sur l'épreuve du 1 500 m, elle ne parvient pas non plus en finale, ayant réalisé le quatorzième temps en série alors que seules les douze premières sont qualifiées. Déçue de ses performances olympiques, elle se promet de tout mettre en œuvre pour faire du titre olympique son objectif pour les Jeux olympiques d'été de 1992 à Barcelone,. Pour cela, elle devient plus professionnelle dans son organisation, recrute un manager, Enrico Duonisi, qui s'occupe déjà de Saïd Aouita, et signe avec l'équipementier Diadora son premier contrat, qui lui permet de se consacrer à plein temps à l'athlétisme et d'effectuer des stages à l'étranger.

#### 1989-1991: en route pour son premier titre mondial du1 500mà Tokyo
Lors de l'année 1989, Hassiba Boulmerka privilégie pour sa saison les épreuves du 800 m. En août, elle renouvelle son doublé 800 m-1 500 m, conservant ses deux titres de championnats d'Afrique à Lagos au Nigeria. En septembre, elle participe à la Coupe du monde des nations dans l'épreuve du 800 m où, en tant que représentante du continent africain, elle prend la septième place sur les neuf participantes, puis remporte en octobre le titre des championnats panarabes sur le 800 m. En 1990, elle prend part à de nombreux événements d'athlétisme sur ces deux distances entre l'URSS et l'Europe, s’établissant de nombreux mois en Allemagne près de la mer Baltique avec son entraîneur pour travailler très dur loin de sa famille. Elle échoue à descendre sous la barre des 2 minutes au 800 m mais réalise des performances plus constantes sur le 1 500 m, dont la meilleure est un temps de 4 min 5 s 02 à Moscou. Elle réalise cette année 1990 le doublé 800 m-1 500 m aux championnats maghrébins à Alger.
| Championnats du monde d'athlétisme 1991 Podium du 1 500 m féminin | Championnats du monde d'athlétisme 1991 Podium du 1 500 m féminin | Championnats du monde d'athlétisme 1991 Podium du 1 500 m féminin |
| ----------------------------------------------------------------- | ----------------------------------------------------------------- | ----------------------------------------------------------------- |
| Médaille d'or                                                     | Hassiba Boulmerka                                                 | 4 min 2 s 21                                                      |
| Médaille d'argent                                                 | Tetyana Dorovskikh                                                | 4 min 2 s 58                                                      |
| Médaille de bronze                                                | Lyudmila Rogachova                                                | 4 min 2 s 72                                                      |

En 1991, elle se positionne parmi les meilleures spécialistes mondiales avec une victoire lors du Golden Gala de Rome sur 800 m mais sa première participation pour ces championnats du monde 1991 de Tokyo se limite à l'épreuve du 1 500 m. La nation algérienne se prépare notamment à l'occasion de ces mondiaux à célébrer le titre mondial promis au favori Noureddine Morceli, qui fédère plusieurs couches de la société étant « plus fédérateur, plus masculin, plus évident » et champion du monde en salle en titre sur 1 500 m ; de son côté, Hassiba Boulmerka est considérée comme une concurrente pour un podium espéré. L'épreuve féminine se déroule le 31 août 1991 heure algérienne et l'épreuve masculine le 1er septembre 1991 heure algérienne.
Lors de la finale du 1 500 m, elle reste proche de la tête de course jusqu'au dernier virage, dans lequel elle place une accélération lui permettant de doubler la meneuse de la course, la Roumaine Doina Melinte, et elle garde sa cadence pour laisser les deux Soviétiques Tetyana Dorovskikh et Lyudmila Rogachova derrière elle, Melinte terminant quatrième. La victoire de Boulmerka est très symbolique puisqu'elle devient la première Algérienne et Africaine à devenir championne du monde d'athlétisme. Ce titre précède de quelques heures celui de Noureddine Morceli, qui remporte la même épreuve du 1 500 m côté masculin. Hassiba Boulmerka est la première à faire flotter le drapeau algérien pour un tour d'honneur. Sa victoire est inégalement appréciée dans son pays. Son tour d'honneur enveloppé du drapeau algérien flatte le sentiment patriotique de beaucoup, est célébré par la presse laïque mais, dans un pays où le fondamentalisme prend une grande importance, ce statut symbolique de « femme sportive » l'amène à devenir une cible des extrémistes, dont l'imam de la mosquée Ben Badis de Kouba, lieu de naissance du Front islamique du salut le 10 mars 1989. Elle répond à ceux-ci qu'elle est croyante et pratiquante mais qu'elle refuse de porter le hidjab, et déclare : « Aussi vrai qu'il est impossible de se rendre à la mosquée en short, il est impossible de courir en hijab. » Elle subit également des désagréments plus mesquins puisqu'après les Mondiaux de Tokyo, elle se trouve licenciée par un bureaucrate de la société nationale algérienne où elle est employée sous le prétexte d'absences répétées et injustifiées.

#### 1992: le premier titre olympique de la nation algérienne qu'Hassiba Boulmerka dédie à Mohamed Boudiaf
Hassiba Boulmerka connaît un début de saison 1992 peu en rapport avec ses possibilités. Quelques semaines avant l'événement olympique, elle se blesse et se voit contrainte dès lors à n'effectuer que des stages entre Paris et l'Allemagne, notamment Berlin, le plus souvent avec des hommes pour augmenter l'intensité. Aux JO, elle est comprise dans une délégation algérienne qui ne compte que trois représentantes féminines avec Salima Souakri (judo) et Yasmina Azzizi (heptathlon).
| Jeux olympiques de 1992 Podium du 1 500 m féminin | Jeux olympiques de 1992 Podium du 1 500 m féminin | Jeux olympiques de 1992 Podium du 1 500 m féminin |
| ------------------------------------------------- | ------------------------------------------------- | ------------------------------------------------- |
| Médaille d'or                                     | Hassiba Boulmerka                                 | 3 min 55 s 30                                     |
| Médaille d'argent                                 | Lyudmila Rogachova                                | 3 min 56 s 91                                     |
| Médaille de bronze                                | Qu Yunxia                                         | 3 min 57 s 08                                     |

Dans l'épreuve du 1 500 m, elle fait des qualifications et de la demi-finale une formalité pour se qualifier pour la finale programmée le 8 août 1992, qui oppose douze athlètes. Favorite de l'épreuve en raison de son statut de championne du monde en titre, Hassiba Boulmerka peaufine une tactique mise en place avant l'épreuve en laissant ses adversaires prendre en main le rythme de la course, sachant que son final est l'une de ses qualités. Ainsi, elle laisse tour à tour ses concurrentes Lyudmila Rogachova, Qu Yunxia et Tatyana Dorovski prendre la tête de la course, tout en restant aux avant-postes autour de la deuxième à la quatrième place. Le rythme de la finale est essentiellement dicté par la Russe Rogachova jusqu'au dernier tour. Hassiba Boulmerka place une accélération à 300 mètres de la ligne finale avant le dernier virage en contournant Rogachova. Elle maintient alors un rythme soutenu auquel aucune autre finaliste ne peut répondre et file vers le titre olympique dans un temps de 3 min 55 s 30, battant à cette occasion le record d'Afrique. C'est la quatrième performance de l'histoire. Elle vient d'apporter à son pays la première médaille d'or olympique de son histoire,. La Russe Lyudmila Rogachova et la Chinoise Qu Yunxia complètent ce podium, et Boulmerka offre le premier titre olympique de l'histoire à l'Algérie. Ses premiers mots après sa victoire sont : « Vive l'Algérie et vive les martyrs algériens » en référence aux morts de la guerre d'Algérie. Une partie de la presse et de la société l'érige alors en icône de l'« Algérie qui gagne », telle la une d'El Watan titrant : « C'est ça l'Algérie ». En vue de son retour en Algérie, sachant sa parole très surveillée par les islamistes, elle présente alors un discours plus accusateur envers la presse occidentale et affirme que l'Algérie est un pays démocratique où les femmes n'ont pas plus de problèmes qu'ailleurs. Cela n'empêche pas, le vendredi suivant son sacre olympique, un discours de l'imam de la mosquée Ben Badis de Kouba réitérant ses menaces et la condamnant pour « avoir couru à moitié nue devant le monde entier ». Lorsqu'elle se remémore cette course, elle déclare : « Quand j’ai franchi la ligne d’arrivée, j’ai d’abord pensé à l’Algérie, à qui je venais d’offrir sa première médaille d’or olympique, et j’ai poussé un cri de joie. J’ai pensé à tous ces moments de souffrance, ces entraînements sous un soleil de plomb ou sous une pluie glaciale, et que tous ces sacrifices en valaient la peine. »
Le retour en Algérie pour fêter ce titre provoque des liesses populaires à travers le pays, qui se trouve alors en pleine guerre civile,. Les islamistes, déjà menaçants depuis son titre mondial en 1991, poursuivent donc leurs menaces envers elle, l’obligeant à toujours se déplacer en voiture blindée et à espacer ses visites. Elle maintient son refus de porter le hijab sans renier sa croyance et sa pratique de la religion musulmane et déclare dédier sa victoire et sa médaille d'or au président laïc Mohamed Boudiaf, assassiné quelques semaines plus tôt le 29 juin 1992 et partisan d'une Algérie démocratique tournée vers la modernité. Par ailleurs, l'état de son père, victime d'une attaque cardiaque, occupe son esprit pour permettre son évacuation vers un hôpital français. Elle poursuit également son exil entre l'Europe et Cuba en raison de menaces de mort. Elle est nommée en décembre 1992 au Trophée Jesse-Owens, la plus haute récompense décernée chaque année par l'USA Track and Field, remporté par l'Américain Kevin Young.

#### 1993: le bronze aux Mondiaux dans la douleur
| Championnats du monde d'athlétisme 1993 Podium du 1 500 m féminin | Championnats du monde d'athlétisme 1993 Podium du 1 500 m féminin | Championnats du monde d'athlétisme 1993 Podium du 1 500 m féminin |
| ----------------------------------------------------------------- | ----------------------------------------------------------------- | ----------------------------------------------------------------- |
| Médaille d'or                                                     | Liu Dong                                                          | 4 min 0 s 50                                                      |
| Médaille d'argent                                                 | Sonia O'Sullivan                                                  | 4 min 3 s 48                                                      |
| Médaille de bronze                                                | Hassiba Boulmerka                                                 | 4 min 4 s 29                                                      |

Le début de saison 1993 d'Hassiba Boulmerka est perturbé par des problèmes personnels : son père, victime d'une attaque cardiaque, est évacué vers la France. Elle subit également des pressions de sa fédération pour participer aux Jeux méditerranéens programmés à Narbonne en France au mois de juin, compétition où elle remporte le 800 m mais où elle finit, après avoir levé les bras en signe de victoire avant la ligne, battue sur le fil par Frédérique Quentin lors du 1 500 m, et après avoir nargué ses adversaires avec de petits signes de la main durant la course, geste dont elle s'excuse plus tard en prétextant une mauvaise interprétation.
Elle se présente aux mondiaux de Stuttgart blessée, avec deux orteils dont les ongles sont tombés. C'est donc avec des chaussures percées pour ne pas risquer la surinfection qu'elle concourt. Malgré cette blessure, elle termine à la troisième place, derrière la Chinoise Liu Dong et l'Irlandaise Sonia O'Sullivan. Après cette course, Boulmerka et son entraîneur suspectent de dopage les Chinoises (Dong championne et Lü Yi quatrième), et demandent que les contrôles soient plus présents, notamment en Chine. Elle s'étonne en déclarant que « ce n'est pas possible d'être aussi fort en une année. Cela ne s'est jamais vu dans l'histoire. Aucun pays n'a fait cela avant. La Chine, c'est comme l'URSS d'avant… ». Ce sentiment est partagé par de nombreux observateurs qui constatent l'émergence de nombreux athlètes chinois, notamment chez les femmes, et dénoncent les entraîneurs recrutés par les Chinois, pour beaucoup issus de l'ex-RDA.

#### 1995: un titre mondial dédié à ses parents
Hassiba Boulmerka retrouve le haut niveau mondial la saison suivante en 1994, obtenant de bons résultats lors des meetings européens avec des temps entre 4 min et 4 min 10, qui lui permettent notamment d'être seconde au Mémorial Van Damme et à l'ISTAF Berlin. En fin de saison, elle termine deuxième de la Finale du Grand Prix derrière la Canadienne Angela Chalmers, puis prend sa revanche la semaine suivante sur celle-ci lors de la Coupe du monde des nations de Londres.
| Championnats du monde d'athlétisme 1995 Podium du 1 500 m féminin | Championnats du monde d'athlétisme 1995 Podium du 1 500 m féminin | Championnats du monde d'athlétisme 1995 Podium du 1 500 m féminin |
| ----------------------------------------------------------------- | ----------------------------------------------------------------- | ----------------------------------------------------------------- |
| Médaille d'or                                                     | Hassiba Boulmerka                                                 | 4 min 2 s 42                                                      |
| Médaille d'argent                                                 | Kelly Holmes                                                      | 4 min 3 s 04                                                      |
| Médaille de bronze                                                | Carla Sacramento                                                  | 4 min 3 s 79                                                      |

Comme en 1992, sa préparation pour les mondiaux de Göteborg de 1995 n'est pas optimale du fait de son exil et des nombreux problèmes de visas rencontrés. Elle chute également au meeting de Monaco dans l'une des deux seules courses auxquelles elle prend part cette saison avant les Mondiaux. Elle déclare la veille de sa course : « Ce que j'ai vécu, aucune autre athlète ne l'a supporté. » Hassiba Boulmerka est présente en finale du 1 500 m, sa grande adversaire est la militaire de carrière britannique Kelly Holmes, auteure de la meilleure performance de l'année. Les deux femmes arrivent dans la dernière ligne droite ensemble et c'est au sprint qu'Hassiba Boulmerka s'impose devant la Britannique ; elle s'empare du drapeau algérien pour le tour d'honneur, drapeau qu'elle embrasse à de nombreuses reprises et auquel elle croit. En conférence, elle déclare vouloir « être un modèle pour tous » et dédie sa victoire à ses parents, malades tous les deux, ainsi qu'« aux femmes qui ont supporté la même chose [qu'elle], et en particulier aux femmes algériennes ». Il s'agit à vingt-sept ans de son second titre mondial sur la distance, elle est la première à réaliser cette performance, depuis rejointe par Faith Kipyegon, Tatyana Tomashova et Maryam Yusuf Jamal. Il s'agit également d'un nouveau doublé algérien puisque Morceli remporte le titre de cette distance chez les hommes. Elle reçoit en fin d'année le prestigieux prix Princesse des Asturies des sports remis par le prince d'Espagne Felipe de Borbón pour sa « dignité et sa volonté » qui font d’elle un symbole universel pour les femmes, succédant au palmarès à Martina Navrátilová, et appelle dans le cadre de l'élection présidentielle algérienne de 1995 à voter pour Liamine Zéroual.

#### 1996-1997: fin de carrière sportive
De nouveau, le début de saison 1996 d'Hassiba Boulmerka est mauvais, avec des temps équivalents à ceux qu'elle réalisait en 1989, avec par exemple une modeste septième place du meeting de Nice début juillet. Elle se rend toutefois aux Jeux d'Atlanta avec l'espoir de conserver son titre olympique, et reste un symbole du féminisme dans son pays où l'absentéisme des filles en sport scolaire atteint 80 %. Cependant, lors de sa demi-finale, elle est victime d'un accident de course : à la cloche annonçant le dernier tour, elle se retrouve privée d'une chaussure puis quitte la piste et termine non qualifiée avec une entorse à la cheville. Elle fond en larmes et est ramenée en sanglots dans les vestiaires où une poche de glace est appliquée sur sa cheville droite touchée dans sa chute. Le dépôt d'une enquête est demandé par son agent Enrico Dioniso, qui considère que c'est la Russe Svetlana Masterkova (future championne olympique) qui a fait perdre l'équilibre de Boulmerka, mais le directeur technique des compétitions, Sandro Giovanelli, rejette les allégations.
Elle court encore la saison 1997 mais ne défend pas son titre mondial. Elle refuse par ailleurs d'orienter sa carrière sur une distance telle que le 5 000 m. En 1998, année où sa mère décède, elle ne parvient plus à supporter l'entraînement et elle décide de mettre un terme à sa carrière de sportive et de s'exiler avec son père un temps à Miami où elle possède une résidence.

### Post-carrière
Parallèlement à sa carrière sportive, Hassiba Boulmerka occupe à partir de décembre 1999 un poste au sein de la commission des athlètes du Comité international olympique aux côtés d'Aleksandr Popov et Sergueï Bubka ; elle quitte la commission le 31 décembre 2000. Désormais femme d'affaires, elle créé en 2002 et dirige depuis la société Hassiba Boulmerka International qui fait l'intermédiaire entre les laboratoires pharmaceutiques et les pharmacies dans la banlieue d'Alger. Un clin d'œil de l'histoire fait que sa compatriote Nouria Benida-Merah remporte l'épreuve du 1 500 m lors des Jeux olympiques de 2000 et déclare, à l’instar d'Hassiba Boulmerka huit ans auparavant : « C'est une victoire pour la femme arabe ».
Elle reste également dans le milieu sportif algérien, prenant une fonction de membre exécutif au sein du Comité olympique algérien (COA). En 2011, avec l'association Afghans, Afghanes présidée par Marie-George Buffet, elle réussit à faire en sorte que toutes les nations aient une délégation mixte aux Jeux olympiques d'été de 2012. En 2016, elle devient ambassadrice de la marque Ooredoo, société de télécommunications d'origine qatarienne, en raison de son incarnation de la réussite sportive algérienne, aux côtés de Noureddine Morceli et du footballeur Rabah Madjer, en lien alors avec de nombreux investissements et sponsorings de cette marque dans le sport algérien.
Elle prend le poste de chef de mission de la délégation sportive algérienne aux Jeux méditerranéens de 2018 à Tarragone en Espagne.

## Image publique et engagement féministe

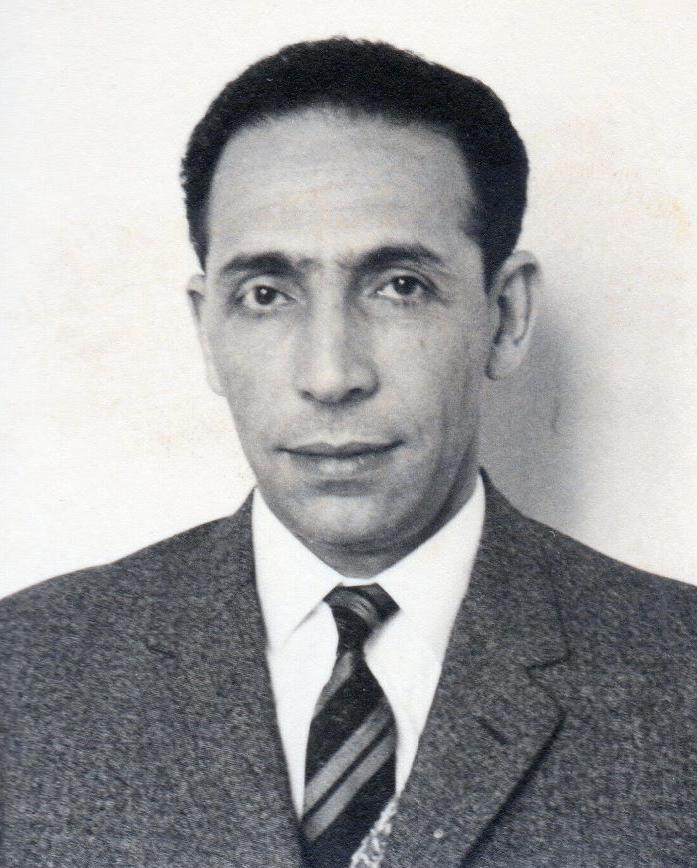
Hassiba Boulmerka dédie sa victoire lors des Mondiaux de 1991 au président algérien récemment assassiné Mohamed Boudiaf, militant pour une Algérie démocratique tournée vers la modernité et adversaire des islamistes.

La montée en puissance d'Hassiba Boulmerka coïncide avec la régression de la pratique sportive féminine en Algérie. Aux prémices de la guerre civile, nommée la décennie noire, qui prend place de 1991 à 2002, les groupes islamistes étendent peu à peu leur emprise sur la nation algérienne alors gérée par un régime politique fondé sur un parti unique, le Front de libération nationale, depuis les années 1960 à bout de souffle et une économie en grande difficulté, le tout sur fond de corruption et de clientélisme. La formation politique militant pour la création d'un état islamique, le Front islamique du salut, remporte les élections locales de 1990 et premières élections libres depuis l'indépendance du pays puis les élections législatives de 1991. Ses membres désirent interdire le sport féminin dans les établissements scolaires et obligent les femmes à porter le voile islamique dans la fonction publique. Par ailleurs, l'Algérie s'est dotée depuis la fin des années 1990 du Code de la Famille qui fait de la femme une mineure pour la vie car devant être représentée par un tuteur masculin pour toutes démarches.
C'est dans ce contexte politique que les performances sportives d'Hassiba Boulmerka s'inscrivent comme une adversité pour les islamistes, puisqu'elle désire poursuivre la pratique sportive tout en refusant de porter le voile islamique et un pantalon au lieu d'un short. Sa victoire sur l'épreuve du 1 500 m aux mondiaux de Tokyo le 31 août 1991 est suivi d'un prêche incendiaire le vendredi suivant de l'imam de la mosquée Ben Badis de Kouba, lieu de naissance du Front islamique du salut le 10 mars 1989, qui condamne Hassiba Boulmerka pour sa tenue scandaleuse en raison de son port du short montrant ses jambes et du maillot. Elle tient tête aux islamistes et déclare dédier sa victoire à Mohamed Boudiaf, président algérien en poste assassiné militant pour une Algérie démocratique tournée vers la modernité. Cette condamnation par l'imam n'est pas sans conséquence pour la vie personnelle et sportive d' Hassiba Boulmerka car cette dernière devient alors l’objet menaces de mort et est placée sous protection policière lors de ses déplacements en Algérie (elle le sera jusqu'en 2007) avant de choisir l'exil à Cuba et en ex-RDA de nombreuses années.
Après l’arrêt du processus électoral en 1992, Hassiba Boulmerka fait retentir le Kassaman, l'hymne algérien, en offrant, le 8 août 1992 lors des Jeux olympiques d'été de Barcelone, le premier titre olympique à la nation algérienne de sa jeune histoire. Son retour au pays est fêté par les officiels ainsi que la foule. Elle se déplace sous haute sécurité avec une protection policière et est véhiculée en voiture blindée, en raison des islamistes du Groupe islamique armé, auteurs de nombreux attentats dans des stades et d'assassinats de sportifs dans les années 1990, qui n'acceptent pas qu'une femme puisse réussir dans le sport et demeurent une menace active sur la vie de sa famille et d' Hassiba Boulmerka, exilée depuis quelques années et sans résidence officielle par précaution. Elle déclare en 1996 avoir conscience qu'« un jour, on trouvera le moyen de [la] tuer. Mais [elle est] une athlète et c'est la seule raison pour laquelle [elle est] ici ». A contrario, beaucoup saluent Hassiba Boulmerka et l'érigent en porte-étendard de la cause de la femme arabe. Elle est ainsi félicitée par la reine Noor de Jordanie, qui déclare que son succès est porteur d'espoirs pour l'émancipation de la femme arabe. Hassiba Boulmerka déclare qu'étant « musulmane et pratiquante, [elle] ne voulait pas porter le voile islamique (hijab), [que] les islamistes ne le supportaient pas. Mais [elle assume] totalement le fait de vivre comme [elle l'entend], et de ne pas céder à la pression des plus extrémistes » et poursuit son exil les années d'après.
Elle s'engage activement après la décennie noire pour la pratique sportive des femmes en Algérie et ailleurs mais fait le constat dans son pays de querelles profondes entre le ministère de la Jeunesse et des Sports, et le Comité olympique et sportif algérien. Cette rupture entre institutions condamne le développement de la pratique sportive dans un pays où il est communément admis que la femme en général résiste mal à l'effort soutenu qu'exigent la plupart des sports. Sur le plan international, elle s'engage activement contre la ségrégation des femmes en matière d'activité physique et sportive et apporte son soutien pour la présence d'une délégation afghane de femmes aux Jeux olympiques de 2004. Parallèlement à son parcours professionnel, depuis les années 2000, elle reste impliquée dans le milieu sportif algérien, prenant fonction de membre exécutif au sein du Comité olympique algérien, militant pour que toutes les nations aient une délégation mixte aux événements olympiques et s’investissant même comme cheffe de mission de la délégation sportive algérienne lors des Jeux méditerranéens de 2018.

## Palmarès

### Compétitions mondiales
Hassiba Boulmerka participe à trois reprises aux Jeux olympiques et remporte une médaille d'or, la première de l'histoire pour la nation algérienne en 1992. Elle prend également part à trois éditions des Championnats du monde d'athlétisme remportant trois médailles lors des trois événements successifs dont deux titres en 1991 et 1995.
| Épreuve | JO Séoul 1988                           | Mondiaux Tokyo 1991 | JO Barcelone 1992  | Mondiaux Stuttgart 1993 | Mondiaux Göteborg 1995 | JO Atlanta 1996        |
| ------- | --------------------------------------- | ------------------- | ------------------ | ----------------------- | ---------------------- | ---------------------- |
| 800 m   | Éliminée en série 2 min 3 s 33          | —                   | —                  | —                       | —                      | —                      |
| 1 500 m | Éliminée en qualifications 4 min 8 s 33 | Or · 4 min 2 s 21   | Or · 3 min 55 s 30 | Bronze · 4 min 4 s 29   | Or · 4 min 2 s 42      | Abandon en demi-finale |

### Autres compétitions
Les compétitions ci-dessous sont classées par ordre chronologique.
| Date | Compétition                          | Lieu                  | Épreuve       | Résultat | Temps         |
| ---- | ------------------------------------ | --------------------- | ------------- | -------- | ------------- |
| 1986 | Championnats arabes de cross-country | Irak                  | Course junior | 1re      |               |
| 1986 | Championnats maghrébins              | Tunis                 | 800 m         | 1re      | 2 min 13 s 91 |
| 1987 | Championnats panarabes d'athlétisme  | Alger                 | 800 m         | 1re      | 2 min 10 s 19 |
| 1987 | Championnats panarabes d'athlétisme  | Alger                 | 1 500 m       | 3e       | 4 min 32 s 53 |
| 1988 | Championnats d'Afrique               | Annaba                | 800 m         | 1re      | 2 min 06 s 16 |
| 1988 | Championnats d'Afrique               | Annaba                | 1 500 m       | 1re      | 4 min 12 s 14 |
| 1989 | Championnats d'Afrique               | Lagos                 | 800 m         | 1re      | 2 min 06 s 80 |
| 1989 | Championnats d'Afrique               | Lagos                 | 1 500 m       | 1re      | 4 min 13 s 85 |
| 1989 | Championnats panarabes d'athlétisme  | Le Caire              | 800 m         | 1re      | 2 min 8 s 19  |
| 1989 | Coupe du monde des nations           | Barcelone             | 800 m         | 7e       | 2 min 00 s 21 |
| 1990 | Championnats maghrébins              | Alger                 | 800 m         | 1re      | 2 min 04 s 05 |
| 1990 | Championnats maghrébins              | Alger                 | 1 500 m       | 1re      | 4 min 21 s 48 |
| 1991 | Jeux méditerranéens                  | Athènes               | 800 m         | 1re      | 2 min 01 s 27 |
| 1991 | Jeux méditerranéens                  | Athènes               | 1 500 m       | 1re      | 4 min 08 s 17 |
| 1992 | Jeux panarabes                       | Lattaquié             | 1 500 m       | 1re      | 4 min 17 s 8  |
| 1993 | Jeux méditerranéens                  | Languedoc- Roussillon | 800 m         | 1re      | 2 min 03 s 86 |
| 1993 | Jeux méditerranéens                  | Languedoc- Roussillon | 1 500 m       | 2e       | 4 min 11 s 09 |
| 1993 | Finale du Grand Prix                 | Londres               | mile          | 5e       | 4 min 28 s 06 |
| 1994 | Finale du Grand Prix                 | Paris                 | 1 500 m       | 2e       | 4 min 01 s 85 |
| 1994 | Coupe du monde des nations           | Londres               | 1 500 m       | 1re      | 4 min 01 s 05 |
| 1997 | Finale du Grand Prix                 | Fukuoka               | mile          | 11e      | 4 min 28 s 06 |

Sur le plan national, elle est sacrée championne d'Algérie du 800 mètres en 1987, 1988 et 1989 ainsi que championne d'Algérie du 1 500 mètres en 1987, 1988, 1989 et 1990.

## Records personnels
| Épreuve      | Temps              | Lieu              | Date             |              |
| En plein air | En plein air       | En plein air      | En plein air     | En plein air |
| ------------ | ------------------ | ----------------- | ---------------- | ------------ |
| 800 m        | 1 min 58 s 72 (NR) | Rome              | 17 juillet 1991  |              |
| 1 000 m      | 2 min 35 s 92      | Villeneuve-d'Ascq | 2 juillet 1993   |              |
| 1 500 m      | 3 min 55 s 30 (NR) | Barcelone         | 8 août 1992      |              |
| Mile         | 4 min 20 s 79 (NR) | Oslo              | 6 juillet 1991   |              |
| 3 000 m      | 8 min 56 s 16      | Bruxelles         | 3 septembre 1993 |              |
| En salle     |                    |                   |                  |              |
| Mile         | 4 min 28 s 64 (NR) | Fairfax           | 6 février 1994   |              |

## Distinctions personnelles

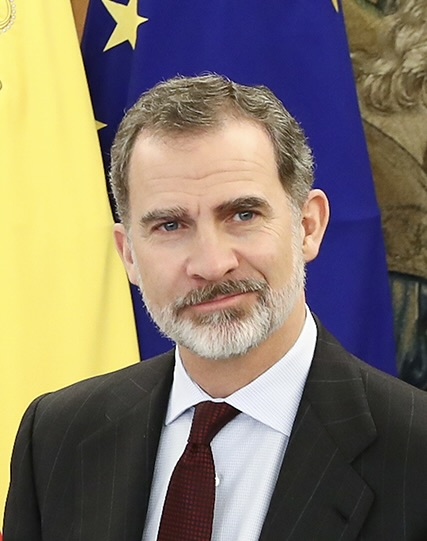
Felipe de Borbón remet en 1995 le prix Princesse des Asturies des sports à Boulmerka, qu'elle considère comme étant la distinction la plus prestigieuse de sa carrière.

Au cours de sa carrière, Hassiba Boulmerka reçoit de nombreuses distinctions pour ses performances sportives et l'image iconique qu'elle renvoie en s'imposant en tant que femme arabe et musulmane, alliant une croyance et une pratique de l'islam modéré à un combat pour le féminisme dans une société marquée par le poids de la religion et des traditions. Hassiba Boulmerka considère ainsi le prestigieux prix Princesse des Asturies des sports de 1995 remis par le Prince des Asturies Felipe de Borbón comme le plus important de sa carrière car récompensant la « représentante d'un pays et d'un monde où les accès à la pratique sportive ne sont pas les plus favorables pour les femmes ». 21 espèces d'escargot de mer sont nommées en 2015 d'après 21 femmes récipiendaires de ce prix, dont Hassiba Boulmerka, avec l'espèce Gibberula boulmerkae.
Son parcours est également salué lors de la remise du « prix de la Femme arabe » en 2016 à Londres, hommage à la femme arabe la plus émérite dans le domaine du sport décerné par l’Institut arabe des affaires britanniques. Elle se voit décerner le Prix Monique-Berlioux de l'Académie des sports, qui récompense la performance féminine la plus remarquable de l'année 1991.
En Algérie, ses performances ont été saluées par la remise du prix de la meilleure athlète algérienne de l'année (tous sports confondus) en 1991, 1992, 1993 et 1995, et, lors du 50e anniversaire de indépendance de l'Algérie en 2013, le Comité olympique algérien la désigne comme étant la meilleure sportive algérienne. Enfin, elle obtient le trophée du Panthéon de la gloire du sport en Afrique en 2007.